# تصلب حصيني
هو حالة مرضية عصبية تترافق مع خسارة شديدة في الخلايا العصبية وفساد دبقي عصبي في الحصين، وخاصة سي إيه 1 (المنطقة الأولى للحصين) ومرقد الحصين. وصفه ويلهم سومر أول مرة في عام 1880. تصلب الحصين هو موجود مرضي في الخرف مجتمعي المرتكز. يمكن أن يُكتشف تصلب الحصين عن طريق الخزعة أو إم آر آي. تتشابه الأعراض البدئية للمصابين بتصلب الحصين ومعدلات تطور الخرف مع أولئك المصابين بداء ألزهايمر، ولذلك يشخص عادةً بشكل خاطئ على أنه داء ألزهايمر. تقترح الموجودات المرضية والسريرية امتلاك تصلب الحصين صفات مرتبطة بتطور الاضطراب على الرغم من بقاء السبب المستبطن غير مفهوم. يؤثر تشخيص تصلب الحصين تأثيرًا مهمًا على حياة المرضى بسبب معدل الوفيات والمراضة والتأثير الاجتماعي وتكون هذه التأثيرات مرتبطة بالصرع، وبسبب التأثيرات الجانبية المترافقة مع العلاج بمضادات الصراع أيضًا.

## الأعراض
تتضمن سمات علم أمراض الأنسجة في تصلب الحصين خسارة قطعية للخلايا العصبية الهرمية، وتشتت الخلايا الحبيبية وفساد دبقي عصبي ارتكاسي. ويعني هذا فقدان الخلايا الهرمية وانتشارًا واسعًا للخلايا الحبيبية أو تفرقها، وتغيرًا في الخلايا الدبقية كاستجابة لأذية الجهاز العصبي المركزي (سي إن إس). وعلى العموم، قد يشاهَد تصلب الحصين في بعض حالات الصرع. ومن المهم كشف طبيعة الأذية التي هي على الأغلب سبب تصلب الحصين، وهي التي بدأت العملية المطلقة للصرع.
وُجد أن تصلب الحصين مع صرع مدة أكثر من عشر سنوات يسبب خلل وظيفة الجهاز العصبي الذاتي الللاودي، بينما وُجد أن النوبة المستعصية (غير المستجيبة للعلاج) تسبب خللًا وظيفيًا في الجهاز العصبي الذاتي الودي. وبعيدًا عن علاقته مع الطبيعة المزمنة للصرع، أبدى تصلب الحصين دورًا مهمًّا في خلل وظيفة الجهاز العصبي الذاتي داخل القلب. ويكون لدى المصابين بتصلب الحصين الأيسر خلل وظيفي أشد في الجهاز العصبي الذاتي اللاودي مقارنةً مع أولئك المصابين بتصليب الحصن الأيمن. ويُشاهد بشكل شائع تصلب الصدغي المتوسطي عند وجود صرع الفص الصدغي (تي إل إي). ومن ناحية أخرى، هو عادةً سبب مجهول للانحطاط الإدراكي، إذ يترافق عادةً مع فقدان ذاكرة شديد.

### صرع الفص الصدغي
تصلب قرن آمون (أو الحصين) إيه إتش إس هو أكثر نوع من أشكال الأذية العصبية المرضية المشاهدة عند الأفراد المصابين بصرع الفص الصدغي. يُشاهد هذا النوع من الخسارة البدئية للخلايا العصبية في الحصين عندما يقارب نحو 65% من الأشخاص الذين يعانون من هذا النوع من الصرع. يُشار إلى الحصين المتصلب بكونه المنشأ الأكثر احتمالًا للنوبات المزمنة عند مرضى صرع الفص الصدغي، عوضًا عن اللوزة الدماغية أو بقية مناطق الفص الصدغي. على الرغم من تحديد تصلب الحصين على أنه شكل مميز في علم الأمراض المرتبط بصرع الفص الصدغي، هذا الاضطراب ليس مجرد نتيجة عن النوب الممتدة كما اعتُقد. وتتناول نقاشات طويلة ومستمرة فيما إذا كان تصلب الحصين سببًا أو نتيحةً لنشاط النوبة المقاومة للعلاج الدوائي. استئصال الفص الصدغي هو معالجة شائعة للتي إل إي عن طريق الإزالة الجراحية للمنطقة البؤرية للنوبة، ولكن قد تكون المضاعفات شديدة.
تشمل الأشكال المختلفة لصرع الفص الصدغي صرع الفص الصدغي المتوسطي (إم تي إل إي)، و إم تي إل إي العائد إلى تصلب الحصين، والتغيرات الوطائية في صرع الفص الصدغي مع تصلب الحصين أو دونه، وتصلب الحصين مع صرع الفص الصدغي المتوسطي أو دونه.

## الأسباب

### العمر
تبقى العلاقة بين المرض والعمر غير معروفة، على الرغم من الوجود الشائع نسبيًا لتصلب الحصين بين الأشخاص المتقدمين بالعمر (ما يقارب 10% من الأفراد فوق عمر 85 سنة).

### عوامل الخطر الوعائية
توجد أيضَا مشاهدات حول ارتباط تصلب الحصين مع عوامل الخطر الوعائية. تميل حالات تصلب الحصين إلى أن تترافق أكثر من داء ألزهايمر مع تاريخ مرضي لسكتة (56% مقابل 25%) أو ارتفاع ضغط الدم (65% مقابل 40%)، ووجود أمراض الأوعية الصغيرة (25% مقابل 6%)، ولكن تترافق بشكل أقل مع دليل للإصابة بالسكري (0% مقابل 22%).

### الحالة الاجتماعية الاقتصادية
أُسس وجود ارتباط بين الحالة الاقتصادية الاجتماعية والصحة عند دراسة أمراض القلب، وسرطان الرئة، والسكري. تقترح العديد من التفسيرات أن سبب زيادة وقوع هذه الحالات عند الأشخاص ذوي الطبقات الاجتماعية الاقتصادية المتدنية ناتج عن النظام الغذائي الفقير، والمستويات المنخفضة من التمارين، والأعمال الخطيرة (التعرض للسموم.. إلخ)، والمستويات المرتفعة من التدخين والكحول المتناولة في المجتمعات المعدومة اجتماعيًا. وجد هيسدورفر وغيره أن تدني الحالة الاقتصادية والاجتماعية -المصنفة بالتعليم السيئ ونقص في ملكية المنزل- هي عامل خطر للصرع عند البالغين، ولكن ليس عند الأطفال حسب دراسة على السكان. قد يكون لتدني الحالة الاقتصادية الاجتماعية تأثير تراكمي لخطر تطوير صرع مدى الحياة.

## التشخيص

### التصنيف
التصلب الصدغي المتوسط هو نمط خاص من خسارة الخلايا العصبية للحصين. توجد ثلاثة أنماط خاصة بخسارة الخلية. يمكن أن تتضمن خسارة الخلية قطاعات سي إيه 1 وسي إيه 4، أو سي إيه 4 لوحدها، أو من سي إيه 1 إلى سي إيه 4. يكون ترافقه مع ضمور الحصين والفساد الدبقي العصبي شائعًا. يظهر التصوير بالرنين المغناطيسي عادةً زيادة في إشارة تي 2 وضمورًا في الحصين. قد يحدث التصلب الصدغي المتوسطي بالترافق مع حالات شاذة في الفص الصدغي (حسب علم الأمراض). التصلب الصدغي المتوسطي هو أكثر شذوذ مرضي في حالة صرع الفص الصدغي. يكون مرتبطًا عادةً بشذوذات في تي دي بّي-43.